# Liste des épisodes de Commissaire Moulin
Cet article présente la liste des différents épisodes de la série télévisée Commissaire Moulin.
Cette série possède huit saisons ayant chacune entre six et treize épisodes.

## Première saison (1976-1979)
1. Ricochets
2. La Surprise du chef
3. La Peur des autres
4. Choc en retour
5. L'Évadé
6. Marée basse
7. Petite Hantise
8. Cent mille soleils
9. Affectation spéciale
10. Le Diable aussi a des ailes
11. Intox
12. Fausse note
13. Les Brebis égarées

## Deuxième saison (1980-1982)
1. Le Transfuge
2. La Bavure
3. L'Amie d'enfance
4. Le Patron
5. Une promenade en forêt
6. Un hanneton sur le dos

## Troisième saison (1989-1990)
1. Paris XVIIIe
2. Honneur et justice
3. Corvée de bois
4. Les Buveurs d'eau
5. Match nul
6. Bras d'honneur

## Quatrième saison (1991-1992)
1. L'Ours vert
2. Non-assistance à personne en danger
3. Le Simulateur
4. Les Zombies
5. L… comme Lennon
6. Larmes blanches

## Cinquième saison (1993-1999)
1. Syndrome de menace
2. Mort d'un officier de police
3. Qu'un sang impur - Raison d'état
4. Le Récidiviste
5. Illégitime Défense
6. Cité interdite
7. Lady in Blue
8. Présomption d'innocence
9. 36, quai des ombres
10. Le Bleu
11. Silence radio
12. Serial Killer
13. Passage protégé

## Sixième saison (2000-2001)
1. Mortelle séduction
2. Une protection très rapprochée
3. Un flic sous influence
4. Au nom de nos enfants
5. Le Petit homme
6. La Fliquette
7. X-fragile
8. Commando quatre pattes

## Septième saison (2002-2003)
1. Les Moineaux
2. Série noire
3. Sale bizness
4. Tensions
5. Bandit d'honneur
6. Les Lois de Murphy
7. La Pente raide
8. La Promesse

## Huitième saison (2004-2006)
1. Le Pire des cauchemars
2. Un coupable trop parfait
3. Le Sniper / État d'urgence
4. Sous pression
5. Kidnapping
6. Affaires de famille
7. Le Profil du tueur
8. Le Petit fugitif
9. La Dernière affaire
10. Bavures